# Stazione di Tendō
La Stazione di Tendō (天童駅?, Tendō-eki) è una stazione ferroviaria di Tendō, nella prefettura di Yamagata nella regione del Tōhoku.

## Linee
- East Japan Railway Company
  - ■ Yamagata Shinkansen
  - ■ Linea principale Ōu